# Max Warren
Max Warren (1904-1977) fue Secretario General de la Sociedad Misionera de Church Mission Society y canónigo de la Abadía de Westminster.

## Biografía

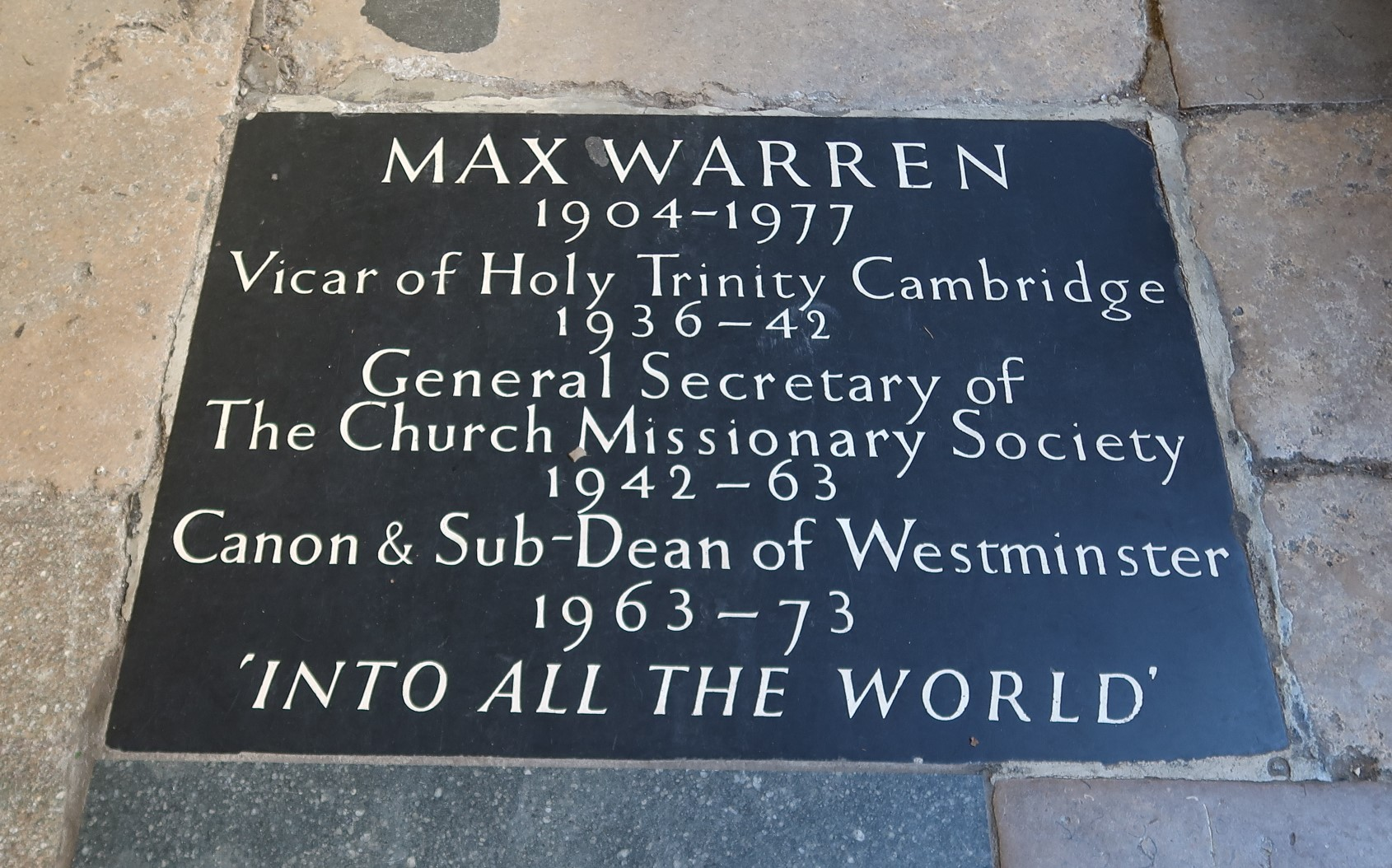
Memorial en el suelo del claustro de la Abadía de Westminster

Warren nació en Dún Laoghaire, Irlanda, el 13 de agosto de 1904. Fue el menor de tres hijos y cuatro hermanos. Su padre fue el reverendo John Alexander Faris Warren de la Iglesia de Irlanda. Pasó gran parte de su infancia en la India con sus padres misioneros. Viajó a Nigeria como misionero entre los Hausa en 1928, pero pronto tuvo que regresar al Reino Unido debido a problemas de salud. Estudió para la ordenación en Ridley Hall en Cambridge, y luego trabajó como vicario de la Santísima Trinidad, Cambridge, de 1936 a 1942.
Max Warren fue un historiador perspicaz que enfatizó la intervención divina en la historia y la importancia de la acción de Dios entre los pueblos no incluidos en el pacto. Su boletín de Church Mission Society tenía una amplia circulación y en él analizaba libros misionológicos actuales y reflexionaba sobre los problemas del día. Averso a la burocracia, prefería iniciativas flexibles y enfatizaba la importancia de las relaciones personales en la misión. Además de editar la serie Presencia Cristiana, ofreció conferencias significativas y escribió obras influyentes en el campo de la misiología.
Warren se desempeñó como secretario general de la CMS durante más de 20 años, desde 1942 hasta 1963, cuando fue nombrado canónigo y subdecano de la Abadía de Westminster, en Londres.
Durante su tiempo en CMS tuvo una gran demanda como orador y fue un líder evangélico, escribiendo varios libros. Después de dimitir como Secretario General de la CMS, vino a la Abadía de Westminster y participó de manera importante en las celebraciones del 900 aniversario de la fundación de la iglesia de Eduardo el Confesor. Murió jubilado el 23 de agosto de 1977.